# Sudden Strike 2
Sudden Strike 2 hoặc Sudden Strike II là trò chơi máy tính thuộc thể loại chiến thuật thời gian thực (RTT) lấy bối cảnh Thế chiến II và là phiên bản thứ hai trong dòng game Sudden Strike và phần tiếp theo của bản gốc Sudden Strike.

## Lối chơi
Sudden Strike 2 cũng được phát triển bởi nhà phát triển Nga Fireglow Games và do CDV phát hành vào năm 2002. Trò chơi đã trải qua những thay đổi nhỏ trong game engine và bây giờ có một thiết lập độ phân giải cao hơn và những thay đổi đồ họa khác. Chiến dịch vẫn còn liên quan đến Liên Xô và Đồng Minh, chống lại quân phát xít Đức và một quốc gia mới, Nhật Bản. Trong khi cố phấn đấu sao cho các màn chơi trong game chính xác về mặt lịch sử, thì các nhiệm vụ chủ yếu là hư cấu. Nhiệm vụ của quân đội Mỹ ở khu vực sông Rhine và có xu hướng liên quan đến việc 'vay mượn' trang thiết bị chiến tranh từ quân đội Đức hơn là sử dụng xe tăng của họ và các loại vũ khí khác. Nhiệm vụ của quân đội Anh xoay quanh các sự kiện thực tế tại Wolfheze và Arnhem và cố gắng đánh chiếm cây cầu này. Nhiệm vụ của quân đội Nhật được tập trung dọc theo các cuộc chiến tranh rừng nhiệt đới và việc sử dụng xe tăng có phần hạn chế trong khi chiến dịch của Liên Xô dựa trên việc đánh chiếm thành phố Kharkov và các trận đánh khác dọc theo sông Dniepr của Hồng Quân Liên Xô.

## Cải tiến game engine
Game engine đã được tân trang cho phép điều khiển tàu chiến lớn cũng như xe lửa. Khả năng chỉ huy các sân bay và triển khai và điều khiển máy bay tái sử dụng cũng được giới thiệu với người chơi. Máy bay giống như máy bay chiến đấu, có vấn đề sau khi cất cánh, dường như không có một số nhiệm vụ đổ bộ đối với tải trọng của máy bay là do phần điều khiển kém sau khi cất cánh.

## Sudden Strike Anthology
Sudden Strike Anthology là tái bản của phần đầu tiên Sudden Strike và bản mở rộng Sudden Strike Forever đính kèm cùng với Sudden Strike 2.

## Sudden Strike: Resource War
Một phiên bản nâng cao của Sudden Strike 2 được phát hành vào năm 2005. Bản này bao gồm các chiến dịch mới cho tất cả các phe phái có thể chơi được. Công cụ tạo màn kèm theo trong game để tạo ra các màn chơi và chiến dịch ngẫu nhiên.

## Đón nhận
Sudden Strike 2 nắm giữ 68 Metascore dựa trên 10 lời phê bình và 7.6 điểm người dùng từ 16 xếp hạng.